# Nek Chand
Pour les articles homonymes, voir Chand.
Nek Chand Saini (pendjabi : ਨੇਕ ਚੰਦ ਸੈਣੀ ; hindi : नेक चंद सैणी) est un artiste indien autodidacte né le 15 décembre 1924 et mort le 12 juin 2015 à Chandigarh, célèbre pour son Rock Garden, un jardin de 160 000 m2 rempli de sculptures à Chandigarh, en Inde

## Histoire

### L’exil vers Chandigarh

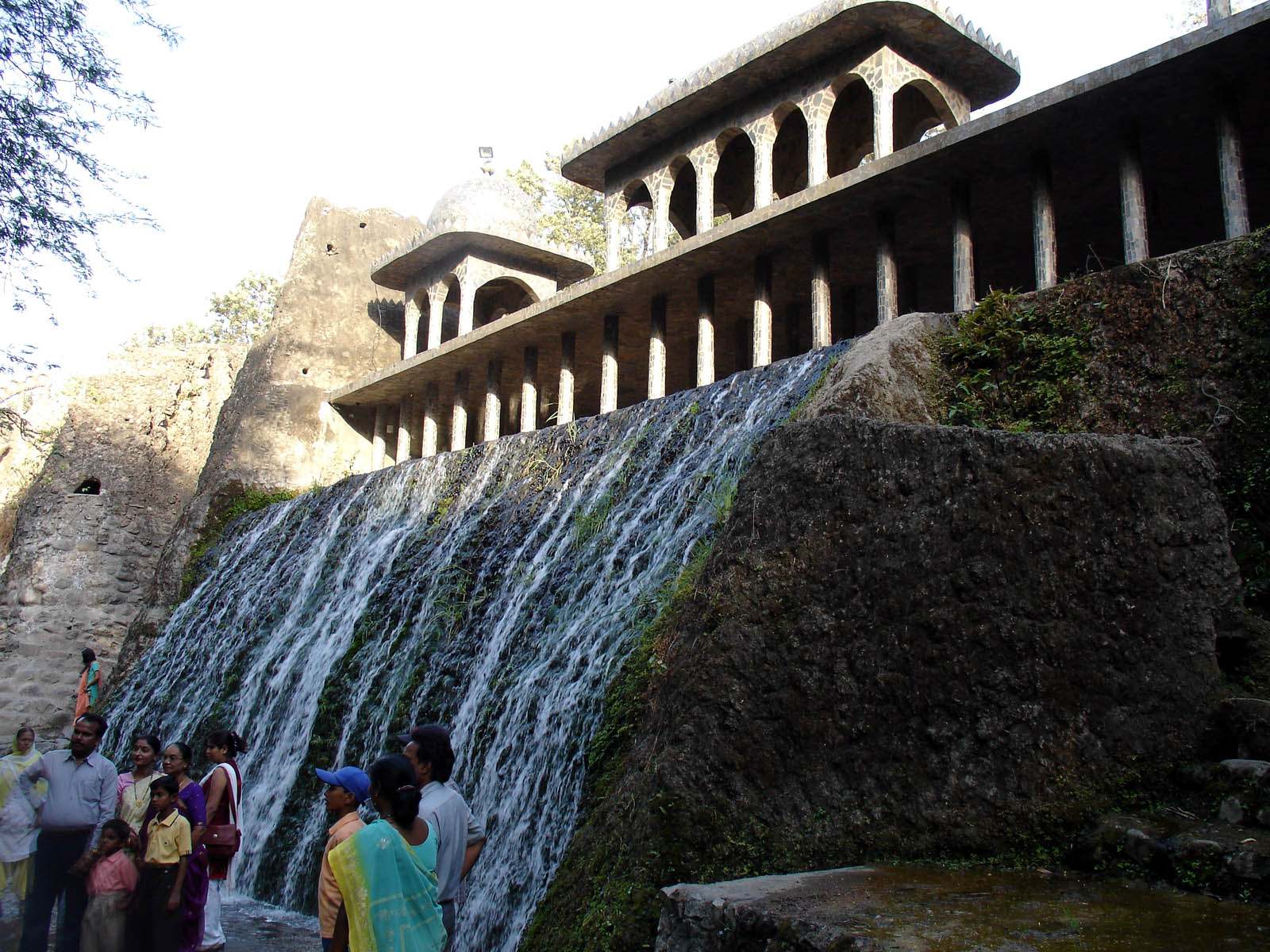
Cascade de Rock Garden à Chandigarh.

Nek Chand nait en 1924 à Berian Kalan, village situé à 90 km au Nord de Lahore (actuel Pakistan), et à une vingtaine de kilomètres de Shakargarh, près de l'actuelle frontière indo-pakistanaise. En 1947, lors de la partition de l'Inde, il doit fuir son village, comme dix autres millions de réfugiés.
Après être allé de ville en ville, il part avec sa femme participer à la construction de la nouvelle capitale du Pendjab, Chandigarh. La conception de cette ville nouvelle est confiée à Le Corbusier. Nek Chand devient Inspecteur des routes, poste qu'il occupera pendant 40 ans. À ce poste il se familiarise avec de nombreuses techniques de construction ainsi que la direction d’équipes d’hommes qui lui serviront pour le Rock Garden.

### La clandestinité
À partir de 1958, Nek Chand s’approprie un terrain à l’écart de la ville, qu’il défriche. Équipé de sa seule bicyclette, il y ramène quantité de matériaux hétéroclites : des pierres étranges trouvées dans l’Himalaya ainsi que des déchets et des objets voués à la destruction comme des bouts de faïence (éviers et toilettes cassés), prises électriques ou des bracelets (les fameux bangles indiens). Nek Chand commence alors ses premières sculptures et le début de son jardin, la reconstitution miniature de son village natal. Il œuvre alors dans un secret total, au moins 4 heures par jour et durant tous ses congés. Il appelle alors son environnement le Royaume des Dieux et des Déesses.

### La reconnaissance
En 1973, le Jardin de Nek Chand est découvert. Il suscite immédiatement l’adhésion et le soutien de la population de Chandigarh, qui vient le visiter et ramène matériaux et détritus.
En 1975, Indira Gandhi, alors Premier Ministre, reçoit Nek Chand à la Maison du gouverneur du Pendjab (le Raj Bhawan à Chandigarh).
La municipalité de Chandigarh, plus partagée par cette création hors norme, finit cependant en 1976 par l’officialiser en espace public (inauguré le 24 janvier) en le nommant Rock Garden. Nek Chand est alors dégagé de son travail officiel, reçoit un salaire uniquement pour s’occuper du lieu ainsi que l’aide d’une équipe d’ouvriers permanents. Un vaste aménagement du territoire est déclenché afin de proposer un véritable parcours initiatique aux visiteurs. On peut y découvrir les sculptures mais également se détendre, puisque des balançoires et un amphithéâtre sont installés dans une partie du Jardin qui accueille régulièrement mariages et festivités.
En 1983, l'Inde a édité un timbre-poste à l'effigie du Rock Garden et l'année suivante, le Président Giani Zail Singh a décerné le titre honorifique de Padma Shri à Nek Chand.

### Décorations
- Grande Médaille de vermeil de la ville de Paris en 1980[3]
- Padma Sri en 1984

### Ouvrages
- Lucienne Peiry et Philippe Lespinasse, Le Royaume de Nek Chand, Paris, Flammarion, 2005
- (en) M.S. Aulakh, The Rock Garden, Delhi, Tagore Publishers, 1986
- (en) Collectif, Nek Chand shows the way, Brendford, Raw Vision, 1997Catalogue d’exposition

### Filmographie
- Une ville à Chandigarh, Alain Tanner, 51 min, Suisse, 1966.
- Le plus grand artiste du monde, Philippe Lespinasse, 52 min, Atlantic Television, Nantes, 2005.
- (en) The Kingdom of Nek chand, Paul Cox et Ulli Beier, 22 min, Australie, 1980.

### Revue
- (en) Raw Vision